# Monroe (Georgia)
Monroe város az USA Georgia államában, Walton megye székhelye. Lakosainak száma 14 928 fő (2020. április 1.).

## Népesség
A település népességének változása:

| 2010 | 13 234 |
| 2020 | 14 928 |